# Kartini
Raden Adjeng Kartini (21 d'abril de 1879 – 17 de setembre de 1904), a vegades coneguda com Raden Ayu Kartini, va ser una destacada heroïna nacional indonèsia de Java. A més, va ser pionera en l'àmbit de l'educació de les noies i en la lluita pels drets de les dona a Indonèsia.
Nascuda en una família aristocràtica javanesa de les Índies Orientals holandeses, ara Indonèsia, va assistir a una escola primària de llengua holandesa. Desitjava estudis superiors, però ni ella ni altres noies de la societat javanesa tenien aquesta opció.. Va entrar en contacte amb diversos funcionaris i persones influents, com J.H. Abendanon, encarregat de l'aplicació de la Política Ètica Holandesa.
Kartini va escriure cartes sobre les seves idees i sentiments, que van ser publicades en una revista holandesa i després com: De la Foscor a la Llum, La Vida de les Dones al Poble, i Cartes d'una Princesa Javanesa. El seu aniversari se celebra des de mitjan segle xx  com el Dia de Kartini a Indonèsia. Es va interessar pel misticisme i es va oposar a la poligàmia. Les seves germanes van continuar defensant l'educació de les nenes. Les escoles Kartini van ser nomenades en el seu honor i es va establir un fons en el seu nom per finançar l'educació de les nenes.

## Biografia
Kartini va néixer en una família aristocràtica javanesa quan Java formava part de la colònia holandesa de les Índies Orientals Holandeses. El pare de Kartini, Sosroningrat, es va convertir en cap de la Regència de Jepara. Originalment va ser l'alcalde del districte de Mayong. La seva mare Ngasirah era filla de Madirono i professora de religió a Telukawur. Va ser la seva primera dona, però no la més important. En aquesta època, la poligàmia era fins i tot una pràctica comuna entre la noblesa. Les regulacions colonials requerien que un cap de regència es casés amb un membre de la noblesa. Com Ngasirah no era d'una noblesa prou alta, Sosroningrat es va casar per segona vegada amb Woerjan (Moerjam), una descendent directa del Rajà de Madura. Després d'aquest segon matrimoni, el pare de Kartini va ser nomenat cap de la Regència de Jepara, i va reemplaçar el pare de la seva segona esposa, Tjitrowikromo.
Kartini era el cinquè fill i la segona filla d'una família d'onze membres, incloent germanastres. Va néixer en una família que tenia una forta tradició intel·lectual. El seu avi, Pangeran Ari Tjondronegoro IV va assumir el lideratge de la regència als 25 anys, mentre que el germà gran de Kartini, Sosrokartono, era un expert en llengües (lingüista). La família de Kartini li va concedir permís per assistir a l'escola fins als 12 anys. Aquí, entre altres fites, va adquirir fluïdesa en holandès, una habilitat poc comuna entre les dones javaneses de l'època. Després de fer els 12 anys, va ser confinada (pingit) a la seva pròpia llar, una pràctica habitual entre la noblesa javanesa, per a preparar a les joves per al seu matrimoni. Durant el confinament, les noies no tenien permís per sortir de la llar dels seus progenitors fins al moment del seu matrimoni, quan l'autoritat sobre elles passava als seus marits. El pare de Kartini es va mostrar més tolerant que altres durant el confinament de la seva filla, concedint-li certs privilegis com ara lliçons de brodat i algunes sortides ocasionals en públic per a esdeveniments especials.

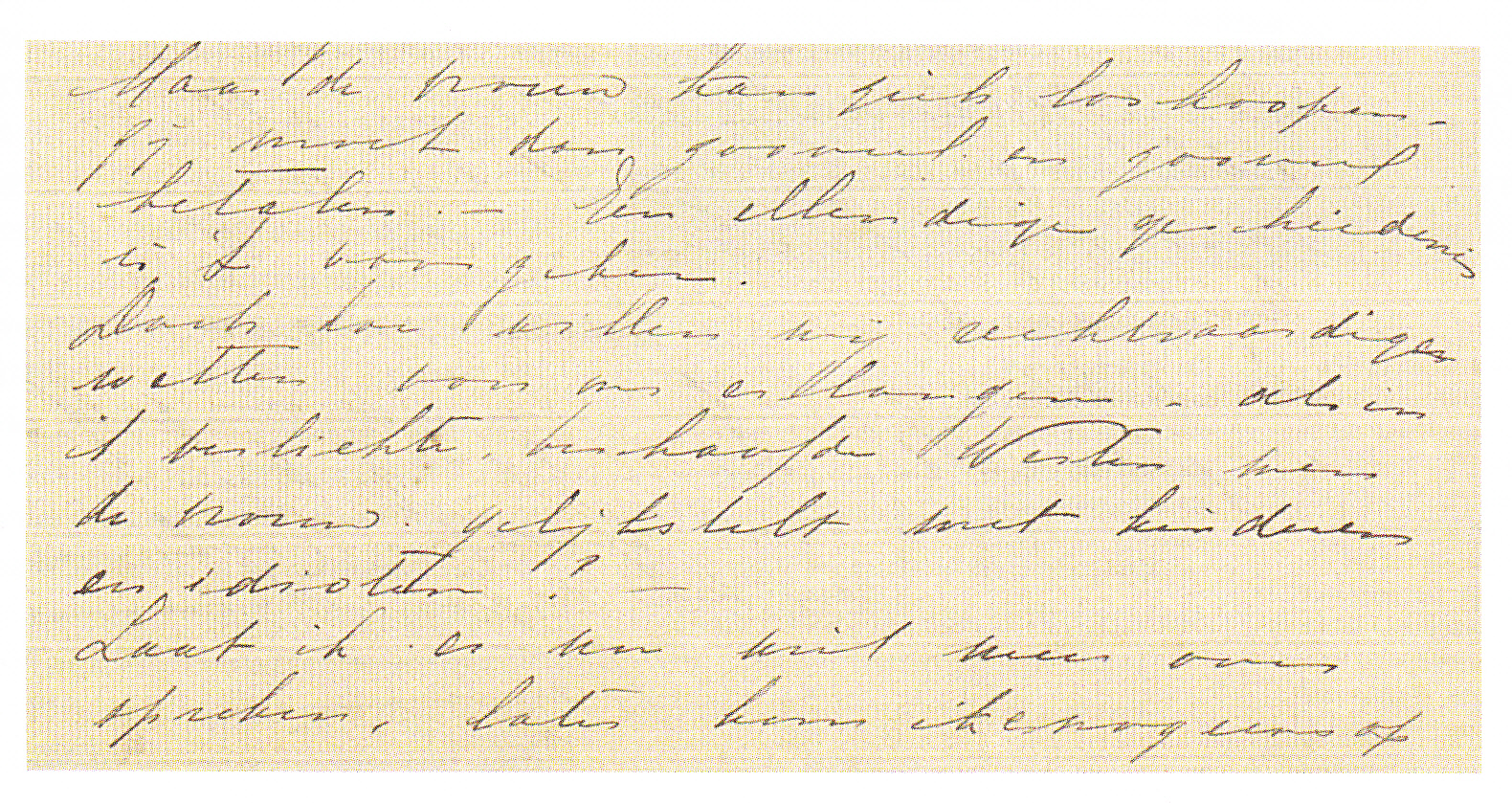
Carta de Kartini a Rosa Abendanon (fragment)

Durant el seu tancament, Kartini va continuar amb la seva educació de forma autodidacta. Gràcies al seu domini del neerlandès, va establir diverses amistats per correspondència amb persones neelandeses. Entre elles, una noia anomenada Rosa Abendanon es va convertir en una amiga molt propera. Llibres, diaris i revistes europees van alimentar l'interès de Kartini pel pensament feminista occidental i van encoratjar la seva determinació de millorar les condicions de les dones indígenes indonèsies, que aleshores tenien un estatus social molt inferior..
Les lectures de Kartini inclouen el periòdic Semarang, al qual va començar a enviar contribucions que van ser publicades. Abans d'arribar als 20 anys, ja havia llegit Max Havelaar i Love Letters de Multatuli. També va explorar De Stille Kracht (La força oculta) de Louis Couperus, les obres de Frederik van Eeden, Augusta de Wit, així com l'autor romàntic-feminista Goekoop de-Jong Van Eek i una novel·la antibel·licista de Bertha von Suttner, Die Waffen Nieder!(Baixa els teus braços!). Totes aquestes lectures es trobaven en neerlandès.
Les inquietuds de Kartini no es limitaven únicament a l'emancipació de la dona, sinó que també s'ocupava d'altres qüestions de la seva societat. Kartini va adonar-se que la lluita de les dones per aconseguir la seva llibertat, autonomia i igualtat legal era només una part d'un moviment més ampli.
Els pares de Kartini van concertar el seu matrimoni amb Joyodiningrat, el cap de la Regència de Rembang, que ja tenia tres esposes. El casament es va celebrar el 12 de novembre de 1903. El seu marit va comprendre els objectius de Kartini i li va permetre establir una escola per a dones en el porxo de la seu de la Regència de Rembang. L'únic fill de Kartini va néixer el 13 de setembre de 1904. Només uns dies després, el 17 de setembre de 1904, Kartini va morir a causa del dificultós part, als 25 anys d'edat. Va ser sepultada al poble de Bulu, a Rembang.
Inspirada en l'exemple de R.A. Kartini, la família Van Deventer va fundar la Fundació R.A. Kartini, la qual va construir les "Escoles de Kartini" per a dones a Semarang el 1912. Aquesta iniciativa va ser seguida per la creació d'altres escoles per a dones a Surabaya, Yogyakarta, Malang, Madiun, Cirebon i altres zones.

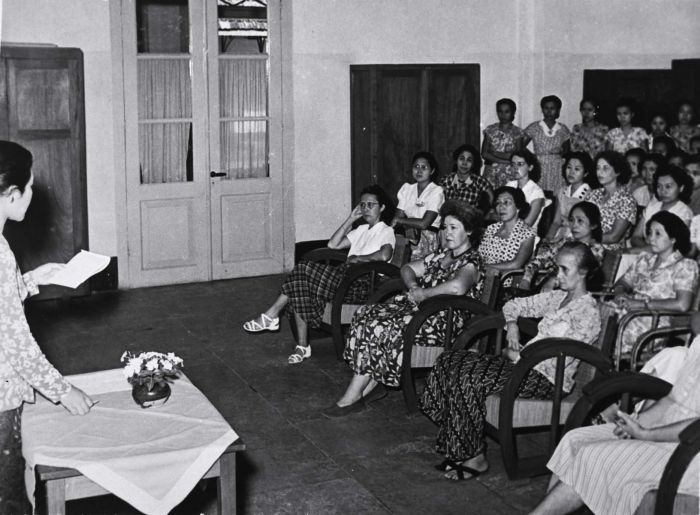
Commemoració del Dia de Kartini el 1953.

El 1964, el president Sukarno va designar el 21 d'abril, data de naixement de R.A. Kartini, com a "Dia de Kartini", una celebració nacional a Indonèsia. Tot i això, aquesta decisió ha estat objecte de crítiques posteriorment. S'ha suggerit que el Dia de Kartini hauria de coincidir amb el Dia de les Mares Indonèsies, el 22 de desembre, amb l'objectiu d'assegurar que l'homenatge a R.A. Kartini no eclipsi el reconeixement d'altres dones que, a diferència d'ella, van lluitar armades contra els colonitzadors.
Al contrari, els qui reconeixen la importància de R.A. Kartini argumenten que no només va ser una feminista que va millorar la condició de la dona a Indonèsia, sinó que també va ser una figura nacionalista amb idees innovadores, lluitant en nom del seu poble i jugant un paper precursor en la lluita nacional per la independència.

## Cartes
Després de la mort de Raden Adjeng Kartini, el Sr. J.H. Abendanon, Ministre de Cultura, Religió i Indústria de les Índies Orientals, va recopilar i publicar les cartes que Kartini havia enviat als seus amics a Europa. Aquestes cartes van ser publicades en un llibre titulat Door Duisternis tot Licht (Fora de la foscor ve la llum) el 1911. Aquest llibre va passar per cinc edicions, amb algunes cartes addicionals incloses en l'última edició. Posteriorment, va ser traduït a l'anglès per Agnes L. Symmers i publicat sota el títol Letters of a Javanese Princess (Cartes d'una princesa javanesa).
La publicació de les cartes de R.A. Kartini, escrita per una dona javanesa nativa, va captar gran interès als Països Baixos, i les idees de Kartini van començar a transformar la percepció dels neerlandesos sobre les dones javaneses. A més, les seves idees van servir d'inspiració per a figures prominents en la lluita per la independència.
Hi ha raons per dubtar de la veracitat de les cartes de R.A. Kartini. Algunes acusacions afirmen que Abendanon se les va inventar. Aquestes sospites van sorgir perquè el llibre de R.A. Kartini es va publicar durant un període en què el govern colonial neerlandès estava implementant la seva Política Ètica Neerlandesa a les Índies Orientals Neerlandeses, i Abendanon era un dels principals defensors d'aquesta política. A més, actualment es desconeix el parador de la gran majoria de les cartes de R.A. Kartini. Segons Sulastin Sutrisno, el Govern neerlandàs no ha pogut localitzar els descendents de J. H. Abendanon.

## Idees

### Condició de les dones indonèsies
En les seves cartes, Raden Adjeng Kartini va expressar els seus punts de vista sobre les condicions socials imperants en aquell moment, especialment la situació de les dones natives d'Indonèsia. La majoria de les seves missives protestaven contra la tendència cultural javanesa d'imposar obstacles al desenvolupament de la dona. Kartini desitjava que les dones tinguessin la llibertat d'aprendre i estudiar. En les seves cartes, Kartini va descriure les seves idees i ambicions, incloent conceptes com Zelf-ontwikkeling (autodesenvolupament), Zelf-onderricht (autoaprenentatge), Zelf-vertrouwen (autoconfiança), Zelf-werkzaamheid (autotreball) i Solidariteit (solidaritat). Totes aquestes idees es fonamentaven en la Religieusiteit (religiositat), Wijsheid (sabiduria) i Schoonheid (bellea), és a dir, la creença en Déu, la saviesa i la bellesa, juntament amb el humanitarisme i el nacionalisme.
Les cartes de Kartini també reflectien les seves esperances de rebre suport de l'estranger. En la seva correspondència amb Estele "Stella" Zeehandelaar, R.A. Kartini va expressar el seu desig de ser com la joventut europea. Va descriure els sofriments de les dones javaneses, lligades per la tradició, sense la possibilitat d'estudiar, confinades i obligades a estar preparades per a matrimonis polígams amb homes desconeguts.

### Vegetarianisme
Per les cartes de Kartini d'octubre de 1902 adreçades a Abendanon i al seu marit, es coneix que, als 23 anys, Raden Adjeng Kartini considerava viure una vida vegetariana. "Fa temps que estem pensant a fer-ho [ser vegetarià], fins i tot he menjat només verdures durant anys, però encara no tinc el suficient valor moral per a seguir endavant. Encara sóc massa jove", va escriure.
També va ressaltar la connexió d'aquest estil de vida amb els pensaments religiosos. Se la cita: "Viure una vida com a vegetariana és una oració sense paraules al Totpoderós".

### Estudis addicionals i ensenyament
R.A. Kartini va tenir un profund afecte pel seu pare, tot i que és evident que aquest sentiment va suposar un obstacle addicional per a la realització de les seves aspiracions. El seu pare va mostrar prou progressisme en permetre l'escolarització de les seves filles fins als dotze anys, però en aquell moment va tancar fermament la porta a una educació més avançada. Les seves cartes també reflecteixen l'afecte del seu pare per Kartini. Finalment, li va concedir el permís per estudiar per esdevenir mestra a Batàvia (ara Jakarta), tot i que abans li havia prohibit continuar els seus estudis als Països Baixos o ingressar a l'escola de medicina de Batàvia.
El desig de R.A. Kartini de continuar els seus estudis a Europa també va quedar reflectit en les seves cartes. Algunes de les seves amistats per correspondència van fer esforços per recolzar Kartini en aquesta empresa. Molts d'ells van expressar la seva decepció quan l'ambició de Kartini va ser finalment frustrada. Finalment, els seus plans d'estudiar al Japó es van modificar, decidint viatjar a Tòquio, seguint el consell de la Sra. Abendanon, qui considerava que aquesta opció seria la millor per a R.A. Kartini i la seva germana menor, R. Ayu Rukmini.
No obstant això, el 1903, quan tenia 24 anys, els seus plans d'estudiar per esdevenir mestra a Tòquio van quedar frustrats. En una carta a la Sra. Abendanon, R.A. Kartini va escriure que aquest pla s'havia desbaratat perquè anava a casar-se: "En resum, ja no desitjo aprofitar aquesta oportunitat, ja que em casaré". Això tot i que, de fet, el Departament d'Educació holandès havia finalment concedit permís a R.A. Kartini i a R.Ai. Rukmini perquè estudiessin a Batàvia.
A mesura que s'apropaven les núpcies, l'actitud de R.A. Kartini cap als costums tradicionals javanesos va començar a canviar. Es va tornar més tolerant i va començar a sentir que el seu matrimoni podria portar bona sort per a la seva ambició de desenvolupar una escola per a dones natius. En les seves cartes, va mencionar que no només el seu estimat espòs donava suport al seu desig de desenvolupar la indústria de la talla en fusta a Jepara i l'escola per a dones natius, sinó que també va esmentar que tenia la intenció d'escriure un llibre. Lamentablement, aquesta ambició no es va materialitzar a causa de la seva mort prematura.

## Llegat
Les escoles Kartini, que porten el seu nom, es van obrir a Bogor, Jakarta i Malang. També es va establir una societat amb el seu nom als Països Baixos.

### Dia de Kartini

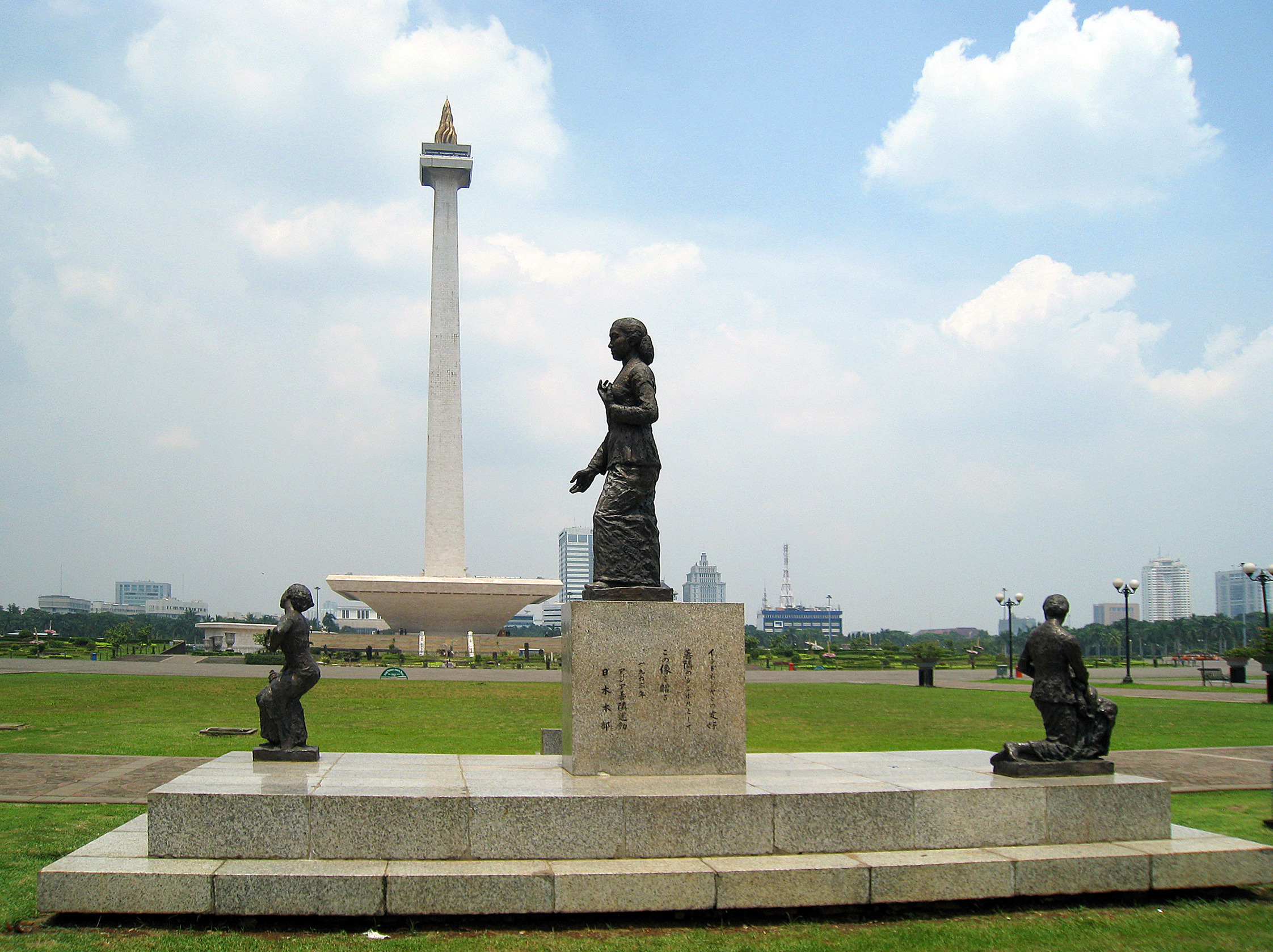
Estàtua de Kartini al parc est de la Plaça Merdeka, Jakarta.

El vell estat de Sukarno va declarar el 21 d'abril com el Dia de Kartini per a recordar a les dones que havien de participar en "el discurs estatal hegemònic del pembangunan (desenvolupament)". No obstant això, després de 1965, el nou estat de Suharto va reconfigurar la imatge de Kartini, passant de la d'emancipadora de les dones radicals a una que la retratava com a esposa i filla obedient, "com només una dona vestida amb kebaya que pot cuinar". En aquesta ocasió, coneguda popularment com Hari Ibu Kartini o el Dia de la Mare Kartini, "les joves havien de portar a l'escola jaquetes ajustades, camises batik, pentinats elaborats i joies ornamentadas, suposadament reproduint l'abillament de Kartini, però en realitat portant un conjunt inventat i més restrictiu que el que ella mai va tenir".

La melodia "Ibu Kita Kartini" (La nostra Mare Kartini) de WR Supratman: 

## Tribut
El 21 d'abril de 2016, Google va celebrar el seu 137 aniversari amb un Doodle de Google.